# Melanagromyza tetrae
Melanagromyza tetrae är en tvåvingeart som beskrevs av Malloch 1934. Melanagromyza tetrae ingår i släktet Melanagromyza och familjen minerarflugor. Inga underarter finns listade i Catalogue of Life.